# Жива і не залізна
Жива і не залізна — четвертий студійний альбом українського рок-гурту The Hardkiss, представлений 21 травня 2021. Налічує 10 пісень, з яких 6 вже були представлені у 2019—2021 роках. Альбом вийшов до 10-річчя гурту.

## Про альбом
Робота над альбомом тривала понад 2 роки і за цей час гурт встиг випустити більше половини треків альбому. У 2019 вийшов тільки один сингл, а саме 25 вересня презентували пісню «Жива». У 2020 гурт випустив 4 треки: «Косатка» 19 лютого, «Гора» 2 квітня, «Кобра» 26 серпня (за участю виконавця MONATIK), який також знявся у відеокліпі на цю пісню) та «Все було так» 24 листопада на сторінці офіційного YouTube-каналу команди. У 2021, до прем'єри повноформатного альбому, The Hardkiss випустили одну композицію, 3 березня світ побачила пісня «Обійми», що також стала саундтреком для короткометражного фільму української режисерки Каті Царик.
21 травня 2021 відбувся реліз альбому, у складі якого було ще чотири нові композиції: «7 вітрів», «Жоржина», «Сестра» та «Дівчина».

Вокалістка The Hardkiss Юлія Саніна так описала новий альбом:
«Концепція нашого нового альбому — Життя. Це не „космічна ластівка“, а жива пташка в своєму природному середовищі. Найпростіші почуття та емоції, які супроводжують нас кожного дня. У центрі всіх історій продовжує залишатись Жінка».
«Цей альбом про неї — ту, що жива та гостро відчуває.
Багато людей говорить, що за цей рік я особливо розкрилася. Багато хто побачили мене з іншого боку — ту, яка за сценою. Тому й з'явився образ яскравої живої пташки, яка тепер готова розправити крила та полетіти. Вона жива та справжня, і така ж яскрава та цікава».
Сам альбом приурочений до 10-річчя гурту і вони планували влаштувати великий концерт на НСК «Олімпійський» у Києві, 29 травня 2021. Втім, через обмеження, що були спричинені пандемією коронавірусної хвороби, команда перенесла його на 18 червня 2022.
Влітку 2021 The Hardkiss взяли участь у Atlas Weekend (де були одними з хедлайнерів) та виступили з треками з альбому.
Наприкінці літа 2021 гурт вирушив у великий тур містами України на підтримку альбому.
17 липня 2022 року в онлайн-форматі у зв'язку з російським вторгненням в Україну було проведено церемонію нагородження премії «YUNA-2022», на якій альбом «Жива і не залізна» здобув нагороду у номінації «Найкращий альбом».

## Список композицій
Автор слів Юлія Саніна, автор музики The Hardkiss. 
| Стандартне видання        | Стандартне видання          | Стандартне видання |
| #                         | Назва                       | Тривалість         |
| ------------------------- | --------------------------- | ------------------ |
| 1.                        | «Жива»                      | 4:04               |
| 2.                        | «Гора»                      | 3:56               |
| 3.                        | «7 вітрів»                  | 3:04               |
| 4.                        | «Жоржина»                   | 3:32               |
| 5.                        | «Сестра»                    | 3:14               |
| 6.                        | «Дівчина»                   | 2:58               |
| 7.                        | «Кобра» (за участю MONATIK) | 3:30               |
| 8.                        | «Все було так»              | 4:04               |
| 9.                        | «Косатка»                   | 3:19               |
| 10.                       | «Обійми»                    | 3:44               |
| Загальна тривалість 35:39 |                             |                    |

## Музичні відеокліпи
Всього на треки з альбому було відзнято 8 музичних відеокліпів:
| Назва відеокліпу                                              | Рік  | Режисер       |
| ------------------------------------------------------------- | ---- | ------------- |
| «Жива» [Архівовано 25 вересня 2019 у Wayback Machine.]        | 2019 | Мітті Місюра  |
| «Косатка» [Архівовано 4 червня 2021 у Wayback Machine.]       | 2020 | Валерій Бебко |
| «Гора» [Архівовано 1 вересня 2021 у Wayback Machine.]         | 2020 | Мітті Місюра  |
| «Кобра» [Архівовано 13 жовтня 2021 у Wayback Machine.]        | 2020 | Валерій Бебко |
| «Все було так» [Архівовано 24 травня 2021 у Wayback Machine.] | 2020 | Валерій Бебко |
| «Обійми» [Архівовано 1 вересня 2021 у Wayback Machine.]       | 2021 | Катя Царик    |
| «7 вітрів» [Архівовано 1 вересня 2021 у Wayback Machine.]     | 2021 | Валерій Бебко |
| «Сестра» [Архівовано 1 лютого 2022 у Wayback Machine.]        | 2021 | Валерій Бебко |

## Учасники запису
До складу гурту на момент запису входили:
- Юлія Саніна — вокал
- Валерій Бебко — гітара
- Клим Лисюк — бас-гітара
- Євген Кібелєв — барабани